# 大列奇卡
大列奇卡（羅馬化：Bolʹshaya Rechka）是俄罗斯伊尔库茨克州的工人村（市级镇），属伊尔库茨克区，位于安加拉河支流博利沙亚河（Большая）汇入干流处，在区行政中心及州府伊尔库茨克东南方。
该地2021年人口有2,719人；2010年人口2,627；2002年人口2,431；1989年人口2,225。